# Jan Gunnar Røise
Jan Gunnar Røise, né le 24 septembre 1975 à Eidsvoll, est un acteur norvégien.

## Biographie
Jan Gunnar Røise naît à Eidsvoll et fait ses études à l'Académie nationale norvégienne de théâtre à Oslo. Il fait ses débuts sur scène en 2000 au Théâtre National et y travaille depuis.
Ses apparitions au cinéma incluent Hawaï, Oslo et Gymnaslærer Pedersen. II est Olav dans le film de 2011 The Thing, tient le rôle principal d'Asbjørn dans la série télévisée dramatique Fenris (en) (2022) et celui de Chimney Sweeper dans le film dramatique Sex (2024).

### Musique
Jan Gunnar Røise est auteur-compositeur, chanteur, claviériste et joueur de ukulélé du groupe Nicolai (no), qui a remporté la finale Zoom (no) en 2002.
Il a composé la musique de plusieurs courts métrages.

## Filmographie partielle

### Au cinéma
- 2000 : De syv dødssyndene
- 2003 : Kitchen Stories
- 2004 : Hawaii, Oslo
- 2006 : Les Rebelles de la forêt
- 2010 : Un chic type
- 2010 : Twigson mène l'enquête
- 2011 : The Thing de Matthijs van Heijningen Jr.
- 2012 : Som du ser meg de Dag Johan Haugerud : Instruktøren
- 2014 : Refroidis d'Hans Petter Moland
- 2019 : The Tunnel de Pål Øie
- 2019 : Barn de Dag Johan Haugerud :  Anders
- 2024 : Désir (premier volet de la « trilogie d'Olso »)

### À la télévision
- 2012 : Lilyhammer (série télévisée)
- 2021-2022 : Pørni (série télévisée, 8 épisodes)
- 2022 : Rådebank (série télévisée, 1 épisode)

## Récompenses et distinctions
- The Hedda Award for Honorable Artistic Achievement (2012)
- Blå fugl (no) (2015)
- Prix Kanon du meilleur acteur dans un rôle principal (2019)

- (en) Jan Gunnar Røise: Awards, sur l'Internet Movie Database